# 菲什斯普林斯 (加利福尼亞州)
菲什斯普林斯（英語：Fish Springs）是位於美國加利福尼亞州因約縣的一個非建制地區。該地的面積和人口皆未知。

## 地理
菲什斯普林斯的座標為37°04′30″N 118°15′13″W / 37.07500°N 118.25361°W，而該地的平均海拔高度為1200米（即3937英尺）。